# Daan Huisman
Daan Huisman, né le 26 juillet 2002 à Arnhem aux Pays-Bas, est un footballeur néerlandais qui évolue au poste de milieu offensif au FC Eindhoven.

## Biographie

### En club
Né à Arnhem aux Pays-Bas, Daan Huisman est formé par le Vitesse Arnhem, qui lui fait signer son premier contrat professionnel à l'âge de ses 17 ans, le 26 juin 2020. Il joue son premier match en équipe première le 19 septembre 2020, lors d'une rencontre d'Eredivisie contre le Sparta Rotterdam. Il entre en jeu à la place de Loïs Openda, et son équipe s'impose sur le score de deux buts à zéro.
Le 22 décembre 2020, Huisman prolonge son contrat avec le Vitesse jusqu'en juin 2023,.
Daan Huisman inscrit son premier but en professionnel le 25 novembre 2021, à l'occasion d'une rencontre de Ligue Europa Conférence face au Stade rennais. Il réduit le score et son équipe parvient à obtenir le point du match nul (3-3),.
Le 31 août 2022, Daan Huisman est prêté pour une saison au VVV Venlo, en deuxième division néerlandaise.
Le 31 août 2023, Daan Huisman est de nouveau prêté, cette fois si en Norvège, au FK Haugesund, qui dispose d'une option d'achat sur le joueur. Le 12 décembre 2023, le Vitesse Arnhem annonce le retour de Huisman, le FK Haugesund ne levant pas l'option d'achat dont il disposait.
Le 10 août 2024, Daan Huisman rejoint librement le FC Eindhoven, club évoluant alors en deuxième division. Il signe un contrat de trois ans, soit jusqu'en juin 2026.
Huisman marque son premier but pour le club le 29 octobre 2024, lors d'une rencontre de coupe des Pays-Bas face au FC Rijnvogels (en). Il est titulaire lors de ce match que son équipe remporte par sept buts à zéro.

### En sélection
Daan Huisman représente l'équipe des Pays-Bas des moins de 17 ans pour deux matchs joués en 2019.